# Грозненский педагогический колледж
Грозненский педагогический колледж — среднее специальное учебное заведение, основанное в 1925 году по инициативе республиканского отдела народного образования.

## История
Учебное заведение первоначально называлось Грозненский педагогический техникум и было основано для решения задач ликвидации безграмотности в Чечне. Открытие техникума состоялось 12 декабря 1925 года в станице Ермоловской (ныне в городской черте Грозного), в здании местной семилетней школы. Одним из первых руководителей техникума был Абдурахман Авторханов.
Вскоре техникум был переведён в станицу Серноводская. В 1929 году состоялся первый выпуск. На следующий год техникум переехал в Грозный (в этом здании впоследствии разместился Кинотеатр Челюскинцев). Здесь техникум работал до 1933 года, после чего снова вернулся в Серноводскую. С 1941 года техникум располагался в Октябрьском районе Грозного. В декабре 1946 года техникум наконец обрёл собственное здание, в котором работал 14 лет. В декабре 1960 года снова переехал в новое здание, в котором располагается до настоящего времени. В годы первой и второй чеченских войн здание сильно пострадало, но в 2008 году было восстановлено.
Преподавательский коллектив включает в себя 60 человек, из которых двое являются заслуженными учителями Чеченской Республики.

## Известные выпускники
К 1975 году состоялись 43 выпуска, училище подготовило более 7500 специалистов. Среди них общественный и государственный деятель, депутат Верховного Совета СССР 5—8 созывов, председатель Совета министров Чечено-Ингушской АССР Муслим Гайрбеков; народная поэтесса Чечено-Ингушетии Раиса Ахматова; Герой Советского Союза Ирбайхан Бейбулатов; Герой Советского Союза Хаваджи Магомед-Мирзоев; танкист, герой Великой Отечественной войны Маташ Мазаев; глава администрации Веденского района Чеченской Республики, Герой Российской Федерации Амир Загаев.
В 1982 году на здании Грозненского педагогического училища была установлена мемориальная доска:
Их имена бессмертны. Герои Советского Союза Ирбайхан Адельханович Бейбулатов, Хаваджи Магомед-Мирзоев. Выпускники Грозненского педагогического училища.